# Knights of Pythias

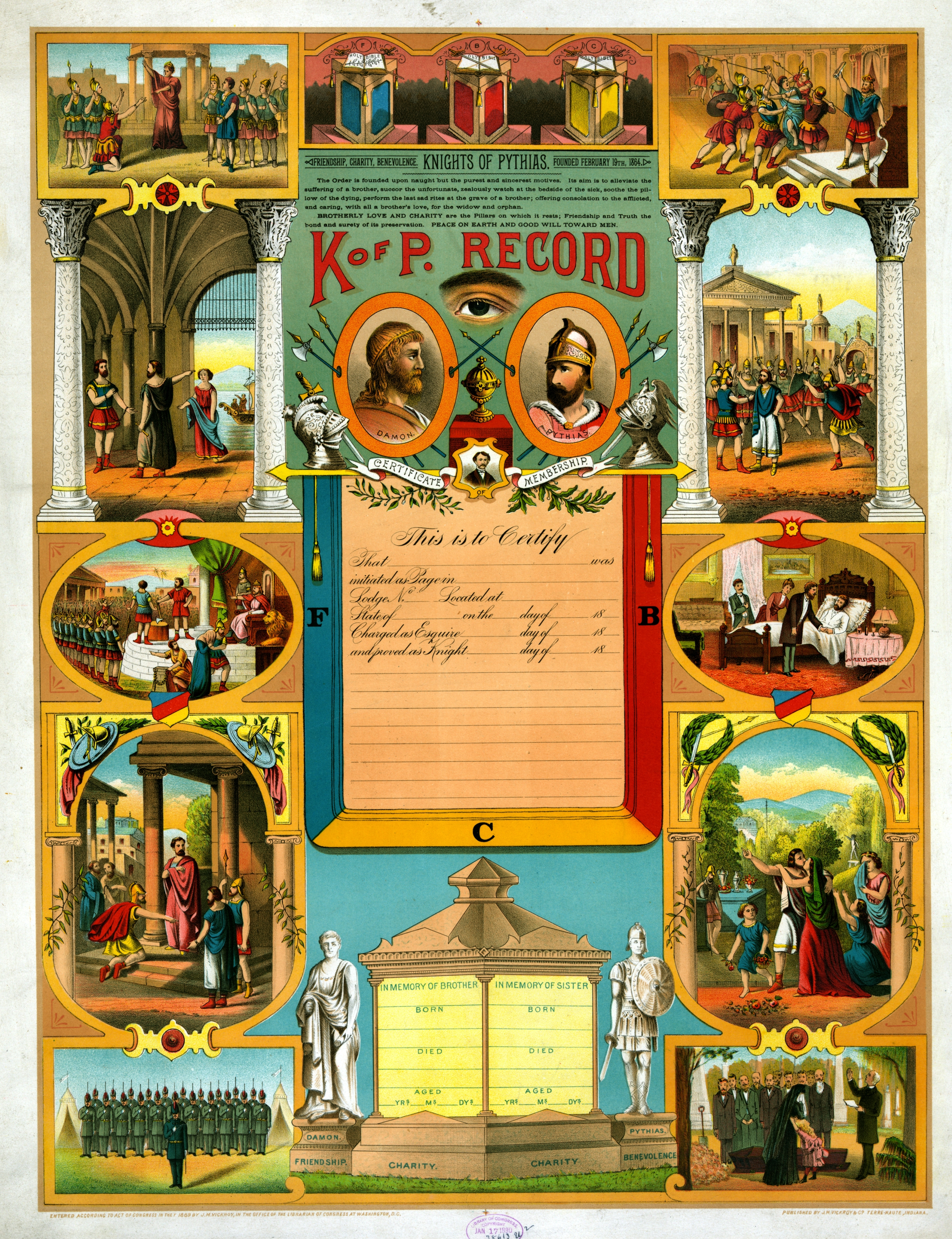
Certificado dado à membros da Knights of Pythias, 1890.

A Knights of Pythias é uma sociedade fraternal e secreta fundada em Washington, DC, em 19 de Fevereiro de 1864.
Knights of Pythias foi a primeira organização fraternal a receber autorização do Congresso estadunidense através de um ato constituicional. Ela foi fundada por Justus H. Rathbone, que foi inspirado por uma peça do poeta irlandês John Banim que falava sobre a lenda de Damon and Pythias. Essa lenda mostra ideais de lealdade, honra e amizade.

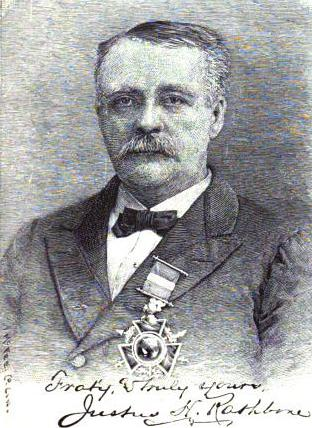
Justus H. Rathbone por James R. Carnahan em 1892.

A ordem possui mais de dois mil lojas nos Estados Unidos e no mundo, com membros somando 50,000 em 2003. Algumas lojas tem a sua estrutura inspirada ao Castelo de Pythian.
As irmandades auxiliares da Ordem são a Pythian Sisters, Dramatic Order Knights of Khorassan, The Nomads of Avrudaka, duas juventudes: the Pythian Sunshine Girls e a  Junior Order, Knights of Pythias para meninos.
Para ser membro deve ter mais de 18 anos. Não pode ser um jogador professional, nem estar envolvido com drogas ou álcool, não podendo ser ateu. "Eu declaro que acredito em um ser supremo, que não sou um jogador profissional, e que não estou ilegalmente envolvido na venda por grosso modo ou de forma passiva com bebidas alcoólicas ou de estupefacientes, e que eu acredito na manutenção da ordem e da defesa das autoridades constituídas no governo em que eu vivo. Por outro lado, eu declaro que eu não sou um comunista ou fascista; que eu não defendo nem sou membro de qualquer organização que defende a derrubada do governo de um país do qual eu sou um cidadão, por força ou violência ou outros meios ilícitos, e que eu não procuro por força ou violência negar a outras pessoas os seus direitos sob as leis desse país."

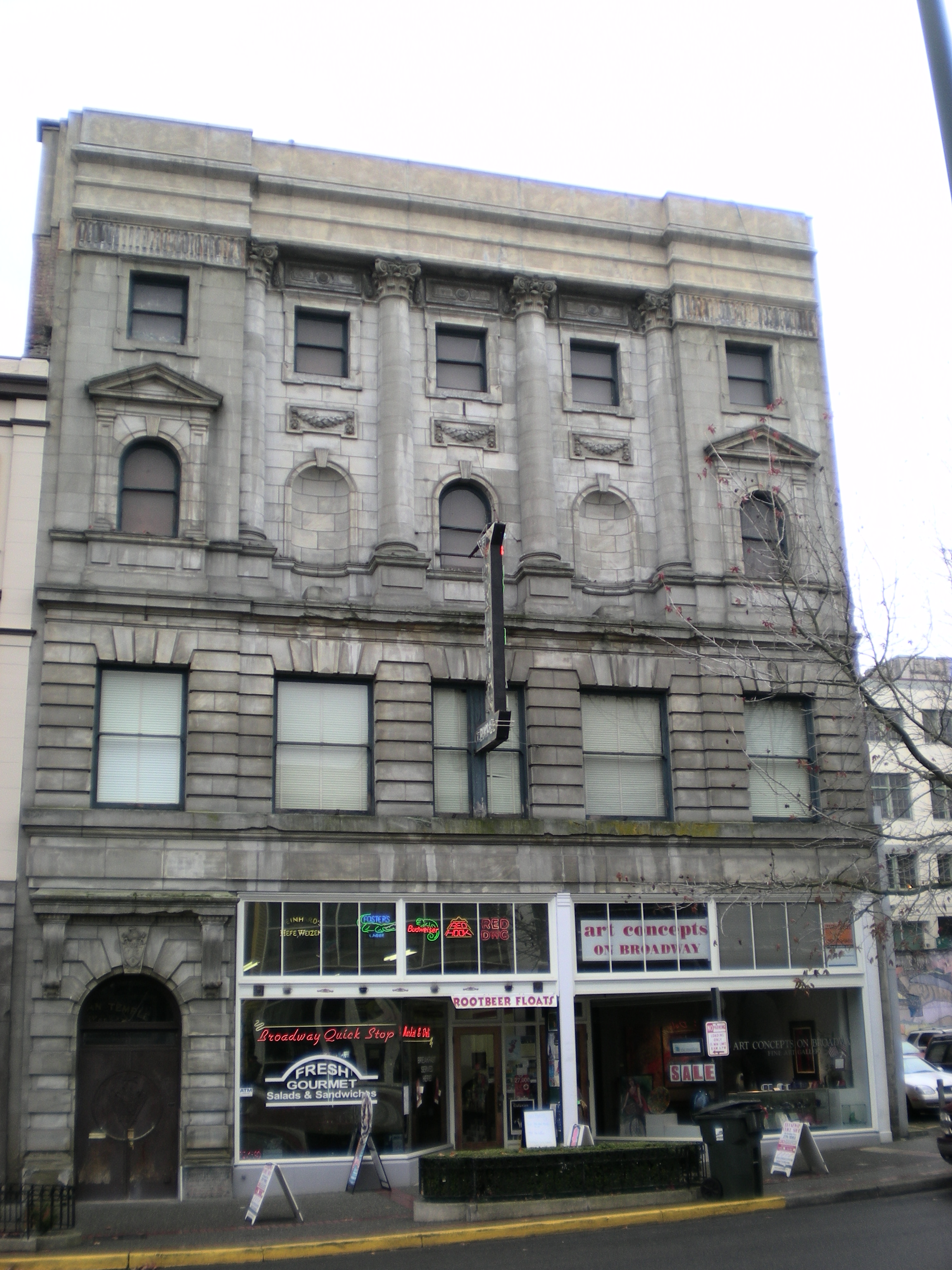
Loja da fraternidade em Tacoma, Washington.

Os graus da Pythian Knighthood, nas Lojas ou nos Castelos são
1. Page
2. Esquire
3. Knight

## Membros Notáveis
- Hugo Black,  Juiz da Suprema Norte-Americana
- William Jennings Bryan, Senador Estadunidense[5]
- Benjamin Cardozo, Juiz da Suprema Corte dos Estados Unidos[6]
- Warren G. Harding, Presidente dos EUA[7]
- Hubert Horatio Humphrey, Vice-presidente dos EUA,[8]
- Bob Jones, Sr., Fundador da Bob Jones University, Líder evangélico proeminente[9]
- John Ellis Martineau, Governador do Arkansas[10]
- Richard Irvine Manning III, Governador da South Carolina
- William McKinley, Presidente Estadunidense[11]
- Nelson A. Rockefeller, Vice-presidente dos EUA[11]
- Joe Rollins, Procurador Geral do Texas
- Franklin D. Roosevelt, Presidente dos EUA[11]
- Sun Ra, Músico de Jazz e Compositor
- Lew Wallace, Governador do território do New Mexico, Major General (Exército dos Estados Unidos), Diplomata[12]
- Charles Schumer, Senado estadunidense.
- Robert Byrd, Senado estadunidense.
- Anthony Weiner, Congressista estadunidense.
- Peter T. King, Congressista estadunidense.
- Freddie Martin, Musico.
- James E. West, primeiro chefe da Boy Scouts of America
- J. Millard Tawes, Governador de Maryland
- Francis E. Warren, Primeiro governador de Wyoming,